# سيلسيسكيوكسان

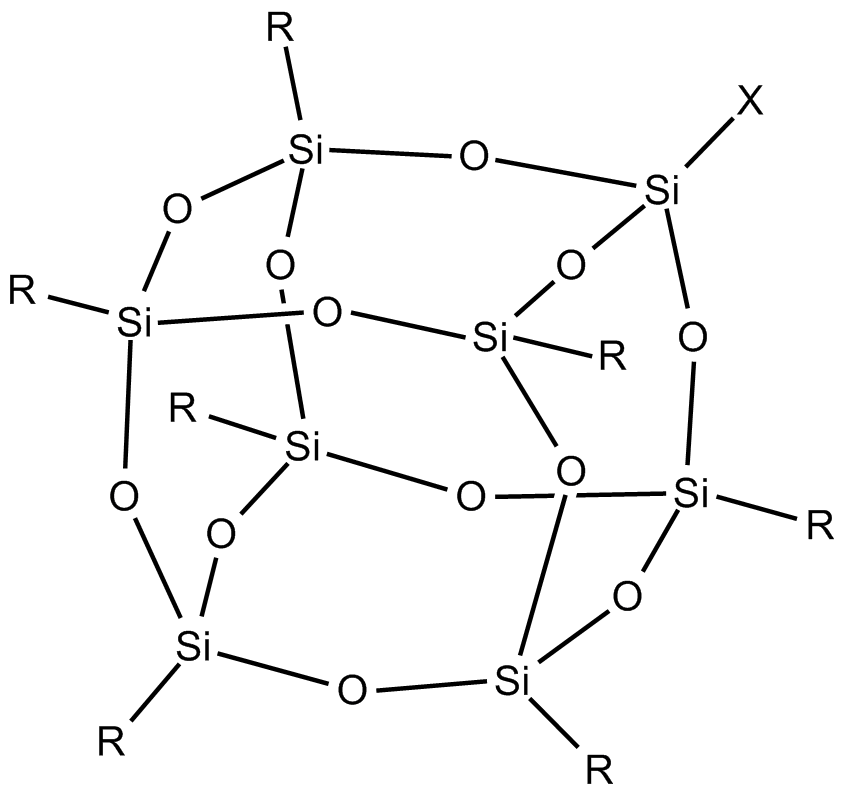
سيلسيسكيوكسان مكعب.

السيلسيسكيوكسان هو مركب سيليكون عضوي له الصيغة الكيميائية n[RSiO3/2] حيث تمثل R ذرة هيدروجين H أو ألكيل أو أريل أو ألكوكسيل. توجد هذه المركبات عادة على هيئة أجسام صلبة عديمة اللون، وهي إما أن تكون ذات بنية بوليميرية أو لها شكل القفص مع وجود روابط من النمط Si-O-Si.
تؤدي المعالجة الحرارية لمركب هيدروجين سيلسيسكيوكسان إلى تحويله إلى بلورات نانوية يتراوح أبعادها من عدة نانومترات إلى عدة ميكرونات، وهي تبدي خواصاً ضيائية معتمدة على حجم الجسيمات.